# Kasbat Ben Mchich
Kasbat Ben Mchich  (in arabo قصبة بن مشيش‎?) è un centro abitato e comune rurale del Marocco situato nella provincia di Berrechid, regione di Casablanca-Settat. Conta una popolazione di 14 905 abitanti (censimento 2014).